# Christine de Pizan
Christine de Pizan (även kallad de Pisan), född 11 september 1364 i Venedig, död cirka 1430 i Poissy, var en fransk filosof och författare. Christine de Pizan brukar räknas som den första feministen och den första kvinnliga författaren som försörjde sig på sitt skrivande. Hon är mest känd för boken Kvinnostaden.

## Namn
Namnet "de Pizan" syftar på den lilla byn Pizzano utanför Bologna. Varianten "de Pisan" som ibland förekommer bygger på en missuppfattning att hon skulle komma från Pisa. Själv stavade hon alltid med "z".

## Bakgrund
Christine de Pizan var dotter till Tommaso di Benvenuto da Pizzano som var läkare och hovastrolog. Han hade många kontakter och blev på så vis anställd hos kung Karl V av Frankrike fyra år efter att Christine hade fötts. Detta gjorde att Christine tillbringade sitt liv från 4 års ålder i Frankrike.
Christine de Pizan fick tillgång till kung Karl V:s arkiv, vilket gjorde att hon blev förtrogen med en mängd litteratur, och fick en sällsynt och omfattande utbildning. Hennes pappa och kungens lärare lärde henne att skriva och tala italienska, franska och latin. Christine de Pizan gifte sig femton år gammal med den tio år äldre Etienne du Castel 1380.
Trots att Christine de Pizan var väldigt intellektuell och kunnig började hon inte använda sig av sina intellektuella förmågor förrän hennes man Etienne dog i en epidemi 1390 då hon var 25 år gammal. Christines far och kung Karl V dog även de med kort mellanrum samma år som hennes man. Christine blev tvungen att försörja sina tre barn, sin mamma och en syssling samt ta hand om skulder som familjen hade. Det var då hon inledde sin karriär som författare.

## Verk
Christine de Pizan var väldigt aktiv och mellan 1393 och 1412 skrev hon över 300 olika verk, bland annat en mängd poesi och kortare noveller. La Cité des Dames (Kvinnostaden) och Livre des trois virtus à l'enseignement des dames ("Boken om de tre dygderna till damernas undervisning") är hennes mest kända verk. Christine de Pizan skrev även hyllningsverk på beställning. Hennes sista verk skrevs 1429 och var en hyllning till Jeanne d'Arc.

## Retorik
Jean de Montreuil skrev en avhandling riktad till Christine de Pizan där han försvarade Jean de Meuns epos ”Roman de la Rose” och den kvinnosyn som förmedlas i den. Christine gick till angrepp mot detta i sin bok Querelle du Roman de la Rose (Till frågan om Roman de la Rose), genom att påstå att hennes motståndare var ”expert på retorik”. Hon jämförde honom med sig själv i egenskap av helt okunnig person. Det hon gör här är att använda sig av stilfiguren antites. Hon skulle även fortsätta att skickligt använda sig av olika retoriska strategier i sina böcker efter Querelle du Roman de la Rose.

## Feminism
Christine de Pizan var kritisk till hur kvinnan i det senmedeltida Frankrike blev behandlad och brukar räknas som den första feministen i Europa. Hon strävade efter att lära andra kvinnor att stå upp mot sin samtids kvinnohat.  
Bland hennes anhängare fanns framför allt den mycket inflytelserike Jean Gerson, men också Ludvig av Orléans, Filip II av Burgund, Johan den orädde och Isabella av Bayern.
Christine de Pizan var däremot inte feminist i dagens svenska användning av ordet. I Kvinnostaden förmedlar hon ett bild där båda könen av sin natur besitter olika benägenhet för olika sysslor och där de tillsammans behövs för att hushållet skall fungera, se särartsfeminism. Detta är en ganska traditionell bild av hur hennes samtid tyckte att könen borde förhålla sig till varandra. Synsättet tillät inte gränsöverskridande, det vill säga att en person av ett visst kön inte kan göra vad den vill utan att bryta mot någon norm. 
Det som gör att Christine de Pizan betraktas som den första feministen är att hon i egenskap av kvinnlig författare vågade ge sig in i den manligt dominerade offentliga debatten. Bland hennes motståndare fanns flera ur den bildade kultureliten i tidens Frankrike. 

Christine de Pizan deltog bland annat i den omtalade "Fejden om rosen", en debatt om Roman de la Rose, vilket var ett av dåtidens mest hyllade verk. Boken Kvinnostaden skrev hon bland annat som ett svar på bland annat Matheolus av Jehan le Févre, en av flera öppet kvinnohatande texter från senare delen av 1300-talet. Kvinnohatarnas åsikt var att kvinnan inte gör någonting bra och bara är orsak till problem, och hennes svar var att kvinnans del av helheten är lika viktig och bör värderas lika viktig som mannens. I Kvinnostaden argumenterar hon med Gud, och skriver:
”Skapade du inte själv kvinnan och gav henne alla de egenskaper som det behagade dig att hon skulle ha? Hur skulle det vara möjligt att du kunde misslyckas?"